# Washington Heights
Pour les articles homonymes, voir Washington Heights (homonymie).
Washington Heights, souvent raccourci en « The Heights », est un quartier du nord de l'arrondissement de Manhattan à New York.

## Histoire
Son nom provient de Fort Washington, une fortification tenue par les troupes américaines pendant la Guerre d'indépendance, qui fut prise, le 16 novembre 1776, par les Britanniques et leur assura la domination sur New York à l'issue de la bataille de Long Island désastreuse pour les forces américaines, dont 130 soldats furent tués ou blessés, et 2 700 faits prisonniers et détenus sur des pontons ancrés dans le port de New York, où un grand nombre moururent. Les Britanniques tinrent jusqu'à la fin de la guerre le fort qu'ils avaient rebaptisé « Fort Knyphausen », en l'honneur du général allemand qui avait mené l'attaque avec succès. Les progrès de la bataille sont marqués par une série de plaques en bronze tout au long de Broadway.
Les crêtes surplombant l'Hudson étaient, au XIXe siècle, occupées par des villas, dont celle du peintre et naturaliste américain d'origine française, Jean-Jacques Audubon – à qui l'on doit une description des oiseaux d'Amérique du Nord. Il est enterré dans l'église de l'Intercession, une réalisation majeure de l'architecte Bertram Grosvenor Goodhue, située à la limite de Harlem. Une avenue porte son nom, Audubon Avenue.
Dans les années 1900, les immigrants irlandais se sont installés à Washington Heights, suivis, dans les années 1930 et 1940, par les Juifs d'Europe échappant au nazisme. Au cours des années 1950 et 1960, de nombreux Grecs les y suivirent. On appelait alors la communauté l’« Astoria de Manhattan ».
Devenu essentiellement dominicain dans les 1980 et 1990, la rénovation urbaine de ce quartier a commencé dans les années 2000. De nombreux Dominicains sont partis s'installer à Morris Heights, University Heights, à l'ouest et d'autres quartiers du Bronx. Bien que la gentrification soit souvent blâmée pour les rapides changements dans le quartier, les changements dans la population reflètent également le départ de la nationalité dominante. Même si les Dominicains continuent de représenter 73 % du voisinage, leur départ pour le Bronx a fait de la place à d'autres groupes hispaniques, tels que les Équatoriens. La proportion de Blancs à Washington Heights a diminué, passant de 18 % en 1990 à 14 % en 2005.

## Localisation

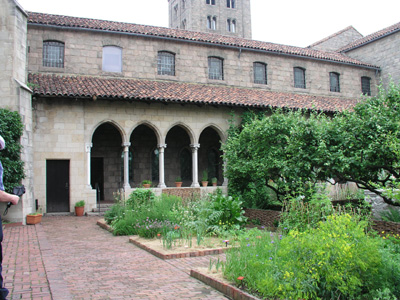
The Cloisters.

Washington Heights s'étend de la 155e rue jusqu'à Dyckman Street. Au sud on trouve le quartier de Harlem, au nord celui d'Inwood.
On trouve également, dans ce quartier, un important hôpital, le Columbia-Presbyterian Medical Center, à l'ancien emplacement du stade de Hilltop Park.
The Cloisters (les cloîtres), dans Fort Tryon Park, sont la destination la plus touristique du quartier. Ce musée, dépendant du Metropolitan Museum of Art, est consacré à l'art et à la culture médiévale, avec notamment des tapisseries et peintures hollandaises. Les bâtiments qui abritent les collections sont construits autour d'authentiques cloîtres médiévaux, provenant de cinq sites français (l'abbaye Saint-Michel de Cuxa, Saint-Guilhem-le-Désert, Bonnefont-en-Comminges, Trie-en-Bigorre, Froville), démontés, transportés et réassemblés dans ce parc.

## Démographie
Composition ethno-raciale en 2010, :
- Blancs non hispaniques (17,7 %)
- Hispaniques et Latinos (70,6 %)
- Asiatiques (2,6 %)
- Noirs (7,6 %)
- Métis (1,0 %)
- Autres (0,5 %)

Selon l'American Community Survey, pour la période 2012-2016, 65,1 % de la population âgée de plus de 5 ans déclare parler l'espagnol à la maison, alors que 28,4 % déclare parler l’anglais, 0,8 % le russe, 0,7 % une langue chinoise, 0,5 % le français, 0,5 % un créole français, 0,5 % l'hébreu et 3,5 % une autre langue.
En 2010, 46 % de la population du quartier est d'origine dominicaine, d'où son surnom, « Quisqueya Heights ».
On y trouve aussi une communauté de confession juive, originaire d'une précédente vague d'immigration germanique, et liée à la présence de l'Université Yeshiva. Cet établissement dispense un enseignement supérieur général (avec une forte composante religieuse) et forme également des rabbins,.

## Dans la culture
L'auteur-compositeur et chanteur Lin-Manuel Miranda, qui est né dans le quartier, écrit et compose la comédie musicale In the Heights, qui raconte le quotidien d'habitants de Washington Heights durant trois journées caniculaires. La comédie musicale est adaptée au cinéma en juin 2021 sous le titre français D'où l'on vient.
L'auteure américaine Angie Cruz y place le décor de deux de ses romans, Soledad (2001) et Dominicana (2019),.